# Okręgowe rozgrywki w piłce nożnej woj. białostockiego, łomżyńskiego, suwalskiego (1998/1999)
65. Edycja okręgowych rozgrywek w piłce nożnej województwa białostockiego

23. Edycja okręgowych rozgrywek w piłce nożnej województwa łomżyńskiego i suwalskiego

Okręgowe rozgrywki w piłce nożnej województwa białostockiego, łomżyńskiego, suwalskiego prowadzone są przez okręgowe związki piłki nożnej: białostocki, łomżyński i suwalski.
Mistrzostwo okręgu :

- białostockiego zdobył KP II/Lampart Wasilków.

- łomżyńskiego zdobył Mlekovita Wysokie Mazowieckie.

- suwalskiego zdobyły Mamry Giżycko.

Puchar Polski okręgu:

- białostockiego zdobył KP Wasilków

- łomżyńskiego zdobyła Olimpia Zambrów

- suwalskiego zdobyły Wigry Suwałki.
Drużyny z województwa białostockiego, łomżyńskiego i suwalskiego występujące w centralnych i makroregionalnych poziomach rozgrywkowych:
- 1 Liga - brak
- 2 Liga - brak
- 3 Liga - Wigry Suwałki.
- 4 Liga (gr.I) -  Jagiellonia Białystok, ŁKS Łomża, Cresovia Siemiatycze, STP Suwałki, Sparta Augustów, Warmia Grajewo.
- 4 liga (gr.II) - KP Wasilków, Hetman Białystok, Olimpia Zambrów, Sparta Szepietowo.

| Rozgrywki       | Poziomy rozgrywkowe w sezonie 1998/1999 | Poziomy rozgrywkowe w sezonie 1998/1999 | Poziomy rozgrywkowe w sezonie 1998/1999 | Poziomy rozgrywkowe w sezonie 1998/1999 | Poziomy rozgrywkowe w sezonie 1998/1999 | Poziomy rozgrywkowe w sezonie 1998/1999 | Poziomy rozgrywkowe w sezonie 1998/1999 |
| --------------- | --------------------------------------- | --------------------------------------- | --------------------------------------- | --------------------------------------- | --------------------------------------- | --------------------------------------- | --------------------------------------- |
| Centralne       | I poziom ligowy                         | I Liga                                  | I Liga                                  | I Liga                                  | I Liga                                  | I Liga                                  | I Liga                                  |
| Centralne       | II poziom ligowy                        | II Liga - 2 grupy                       | II Liga - 2 grupy                       | II Liga - 2 grupy                       | II Liga - 2 grupy                       | II Liga - 2 grupy                       | II Liga - 2 grupy                       |
| Makroregionalne | III poziom ligowy                       | III Liga - 8 grup                       | III Liga - 8 grup                       | III Liga - 8 grup                       | III Liga - 8 grup                       | III Liga - 8 grup                       | III Liga - 8 grup                       |
| Makroregionalne | III poziom ligowy                       | IV Liga - 16 grup                       | IV Liga - 16 grup                       | IV Liga - 16 grup                       | IV Liga - 16 grup                       | IV Liga - 16 grup                       | IV Liga - 16 grup                       |
|                 |                                         | OZPN Suwałki                            | OZPN Suwałki                            | OZPN Białystok                          | OZPN Białystok                          | OZPN Łomża                              | OZPN Łomża                              |
| Okręgowe        | IV poziom ligowy                        | Klasa Okręgowa                          | Klasa Okręgowa                          | Klasa Okręgowa                          | Klasa Okręgowa                          | Klasa Okręgowa                          | Klasa Okręgowa                          |
| Okręgowe        | V poziom ligowy                         | Klasa A                                 | Klasa A                                 | Klasa A                                 | Klasa A                                 |                                         |                                         |
| Okręgowe        | VI poziom ligowy                        |                                         |                                         | Klasa B                                 | Klasa B                                 |                                         |                                         |

## Klasa Okręgowa - V poziom rozgrywkowy
Grupa białostocka
| Poz. | Drużyna                         | M  | Z  | R | P  | Bramki | Punkty |
| ---- | ------------------------------- | -- | -- | - | -- | ------ | ------ |
| 1    | KP II/Lampart Wasilków*         | 26 | 20 | 3 | 3  | 89-22  | 63     |
| 2    | Iskra Narew                     | 26 | 18 | 2 | 6  | 62-34  | 56     |
| 3    | Sokół Sokółka (s)               | 26 | 13 | 5 | 8  | 59-43  | 44     |
| 4    | Helios/Jagiellonia II Białystok | 26 | 12 | 4 | 10 | 47-39  | 40     |
| 5    | Włókniarz Białystok             | 26 | 12 | 3 | 11 | 55-51  | 39     |
| 6    | Tur Bielsk Podlaski (s)         | 26 | 10 | 7 | 9  | 45-41  | 37     |
| 7    | LZS Krynki                      | 26 | 9  | 8 | 9  | 52-40  | 35     |
| 8    | LZS Narewka                     | 26 | 9  | 7 | 10 | 33-42  | 34     |
| 9    | Pogoń Łapy                      | 26 | 10 | 4 | 12 | 44-41  | 34     |
| 10   | Magnat Juchnowiec (b)           | 26 | 9  | 6 | 11 | 39-45  | 33     |
| 11   | Kolejarz Czeremcha              | 26 | 7  | 7 | 12 | 37-56  | 28     |
| 12   | Skra Czarna Białostocka         | 26 | 6  | 7 | 13 | 32-71  | 25     |
| 13   | Hetman II Białystok             | 26 | 6  | 7 | 13 | 39-63  | 25     |
| 14   | OSiR Hajnówka (b)               | 26 | 3  | 6 | 17 | 26-71  | 15     |

- Zmiana nazwy Orlik-Genticus na Helios/Jagiellonia II Białystok.
- KP II/Lampart Wasilków wycofał się z rozgrywek, jego miejsce przejął Lampart Dobrzyniewo Duże, który połączył się z Narwią Choroszcz i w przyszłym sezonie wystąpi pod nazwą Narew/Lampart Choroszcz.
- Z powodu zaległości finansowych względem BOZPN-u po sezonie Iskra Narew została zdegradowana do klasy A.
- Po sezonie z rozgrywek wycofały się rezerwy Hetmana Białystok.

Grupa łomżyńska
| Poz. | Drużyna                              | M  | Z  | R | P  | Bramki | Punkty |
| ---- | ------------------------------------ | -- | -- | - | -- | ------ | ------ |
| 1    | Mlekovita Wysokie Mazowieckie (s)    | 24 | 22 | 2 | 0  | 99-14  | 68     |
| 2    | Wissa Szczuczyn                      | 24 | 17 | 3 | 4  | 64-25  | 54     |
| 3    | Orzeł Kolno                          | 24 | 15 | 3 | 6  | 53-22  | 48     |
| 4    | Znicz Radziłów                       | 24 | 13 | 2 | 9  | 54-35  | 41     |
| 5    | Orlęta Czyżew                        | 24 | 11 | 5 | 8  | 58-51  | 38     |
| 6    | Unia Ciechanowiec                    | 24 | 12 | 2 | 10 | 41-42  | 38     |
| 7    | Fortuna Andrzejewo                   | 24 | 10 | 5 | 9  | 38-47  | 35     |
| 8    | Skra Wizna                           | 24 | 9  | 5 | 10 | 47-37  | 32     |
| 9    | GKS Rutki                            | 24 | 8  | 7 | 9  | 39-49  | 31     |
| 10   | Biebrza Goniądz                      | 24 | 7  | 3 | 14 | 41-69  | 24     |
| 11   | Ziemowit Nowogród                    | 24 | 4  | 2 | 18 | 29-71  | 14     |
| 12   | Iskra Poryte Jabłoń/Zaręby Kościelne | 24 | 4  | 1 | 19 | 35-84  | 13     |
| 13   | KS Stawiski (b)                      | 24 | 3  | 2 | 19 | 28-80  | 11     |
| 14   | Kontakty Łomża                       | 0  | 0  | 0 | 0  | 0-0    | 170    |

- Zmiana nazwy Ruch na Mlekovita Wysokie Mazowieckie.
- Kontakty Łomża wycofały się z rozgrywek, wyniki anulowano.
- Zmiana siedziby, klub występował pod nazwą Iskra Poryte Jabłoń/Zaręby Kościelne.
- Po sezonie z rozgrywek wycofała się Fortuna Andrzejewo.

Grupa suwalska
| Poz. | Drużyna             | M  | Z  | R  | P  | Bramki | Punkty |
| ---- | ------------------- | -- | -- | -- | -- | ------ | ------ |
| 1    | Mamry Giżycko       | 26 | 16 | 7  | 3  | 77-31  | 55     |
| 2    | Mazur Ełk (s)       | 26 | 16 | 6  | 4  | 68-26  | 54     |
| 3    | Mazur Pisz          | 26 | 16 | 5  | 5  | 66-31  | 53     |
| 4    | Rominta Gołdap      | 26 | 16 | 4  | 6  | 46-29  | 52     |
| 5    | Vęgoria Węgorzewo   | 26 | 15 | 3  | 8  | 78-37  | 48     |
| 6    | Płomień Ełk (b)     | 26 | 13 | 6  | 7  | 54-38  | 45     |
| 7    | Pogoń Ryn           | 26 | 11 | 3  | 12 | 46-67  | 36     |
| 8    | Pomorzanka Sejny    | 26 | 9  | 4  | 13 | 42-44  | 31     |
| 9    | Polonia Raczki (b)  | 26 | 9  | 3  | 14 | 60-65  | 30     |
| 10   | Druglin Rożyńsk (b) | 26 | 6  | 11 | 9  | 35-33  | 29     |
| 11   | Czarni Olecko       | 26 | 8  | 5  | 13 | 46-50  | 29     |
| 12   | Nida Ruciane-Nida   | 26 | 6  | 4  | 16 | 26-57  | 22     |
| 13   | Orkan Drygały       | 26 | 6  | 4  | 16 | 27-66  | 22     |
| 14   | Kormoran Bystry (s) | 26 | 2  | 1  | 23 | 16-113 | 7      |

- Zmiana nazwy Kormoran/Lega na Kormoran Bystry.
- Po sezonie Orkan połączy się z Zniczem Biała Piska.

## Klasa A - VI poziom rozgrywkowy
Grupa białostocka
| Poz. | Drużyna                        | M  | Z  | R | P  | Bramki | Punkty |
| ---- | ------------------------------ | -- | -- | - | -- | ------ | ------ |
| 1    | Supraślanka Supraśl (s)        | 22 | 15 | 3 | 4  | 78-29  | 48     |
| 2    | Rudnia Zabłudów                | 22 | 13 | 5 | 4  | 63-33  | 44     |
| 3    | Hetman Tykocin                 | 22 | 13 | 5 | 4  | 46-20  | 44     |
| 4    | LZS Jaświły                    | 22 | 12 | 3 | 7  | 59-50  | 39     |
| 5    | Promień Mońki                  | 22 | 12 | 2 | 8  | 41-37  | 38     |
| 6    | Cresovia II Siemiatycze        | 22 | 11 | 1 | 10 | 40-31  | 34     |
| 7    | Krypnianka Krypno (b)          | 22 | 7  | 6 | 9  | 36-43  | 27     |
| 8    | Andrzjewski Klepacze (s)       | 22 | 7  | 6 | 9  | 43-41  | 27     |
| 9    | Pogranicze Kuźnica Białostocka | 22 | 8  | 2 | 12 | 41-57  | 26     |
| 10   | Narew Choroszcz (s)            | 22 | 7  | 2 | 13 | 42-53  | 23     |
| 11   | LZS Piliki (b)                 | 22 | 5  | 2 | 15 | 36-83  | 17     |
| 12   | LZS Minkowce                   | 22 | 2  | 3 | 17 | 26-74  | 9      |

- LZS Piliki zostały wycofane ze względu na nie opłacone składki na rzecz BOZPN.

Grupa suwalska
| Poz. | Drużyna                     | M  | Z | R | P | Bramki | Punkty |
| ---- | --------------------------- | -- | - | - | - | ------ | ------ |
| 1    | MKS Orzysz                  | 20 | - | - | - | 61-20  | 46     |
| 2    | Rospuda Filipów             | 20 | - | - | - | 70-42  | 38     |
| 3    | Mazur Wydminy (s)           | 20 | - | - | - | 51-39  | 36     |
| 4    | Kłobuk Mikołajki (s)        | 20 | - | - | - | 40-23  | 35     |
| 5    | Orzeł Stare Juchy (s)       | 20 | - | - | - | 35-32  | 32     |
| 6    | Polonez Nowa Wieś Ełcka (s) | 20 | - | - | - | 44-35  | 31     |
| 7    | Olimpia Miłki               | 20 | - | - | - | 45-33  | 29     |
| 8    | Pogoń Banie Mazurskie       | 20 | - | - | - | 42-52  | 25     |
| 9    | Unia Woźnice                | 20 | - | - | - | 30-43  | 24     |
| 10   | Wigry II Suwałki (b)        | 20 | - | - | - | 17-46  | 14     |
| 11   | Huragan Olszewo             | 20 | - | - | - | 22-92  | 6      |

- Po sezonie z rozgrywek wycofały się drużyny Huragan Olszewo, Polonez Nowa Wieś Ełcka i Orzeł Stare Juchy.

## Klasa B - VII poziom rozgrywkowy
'Grupa białostocka
| Poz. | Drużyna              | M  | Z | R | P | Bramki | Punkty |
| ---- | -------------------- | -- | - | - | - | ------ | ------ |
| 1    | LZS Barszczewo       | 18 | - | - | - | 66-11  | 52     |
| 2    | LZS Łyski            | 18 | - | - | - | 48-32  | 35     |
| 3    | Gryf Gródek (s)      | 18 | - | - | - | 41-29  | 30     |
| 4    | LZS Turośń Kościelna | 18 | - | - | - | 48-42  | 28     |
| 5    | Pionier Brańsk       | 18 | - | - | - | 42-38  | 26     |
| 6    | Znicz Suraż          | 18 | - | - | - | 32-31  | 24     |
| 7    | Relax Uhowo (s)      | 18 | - | - | - | 27-41  | 17     |
| 8    | Husar Nurzec         | 18 | - | - | - | 29-45  | 16     |
| 9    | SPiUR Orla           | 18 | - | - | - | 35-60  | 13     |
| 10   | Meteor Kamienna Nowa | 18 | - | - | - | 23-62  | 12     |

- Po sezonie z rozgrywek wycofał się Meteor Kamienna Nowa.

## Puchar Polski – rozgrywki okręgowe
- BOZPN – 1 mecz Hetman Białystok : KP Wasilków 1:0,  rewanż KP Wasilków : Hetman Białystok 3:0.
- ŁOZPN – Olimpia Zambrów : ŁKS Łomża 4:2
- SOZPN – Wigry Suwałki : Rominta Gołdap 1:0